# Peter Ekberg
Peter Ekberg (* 1972) ist ein schwedischer Schriftsteller, Pädagoge und Philosoph. 

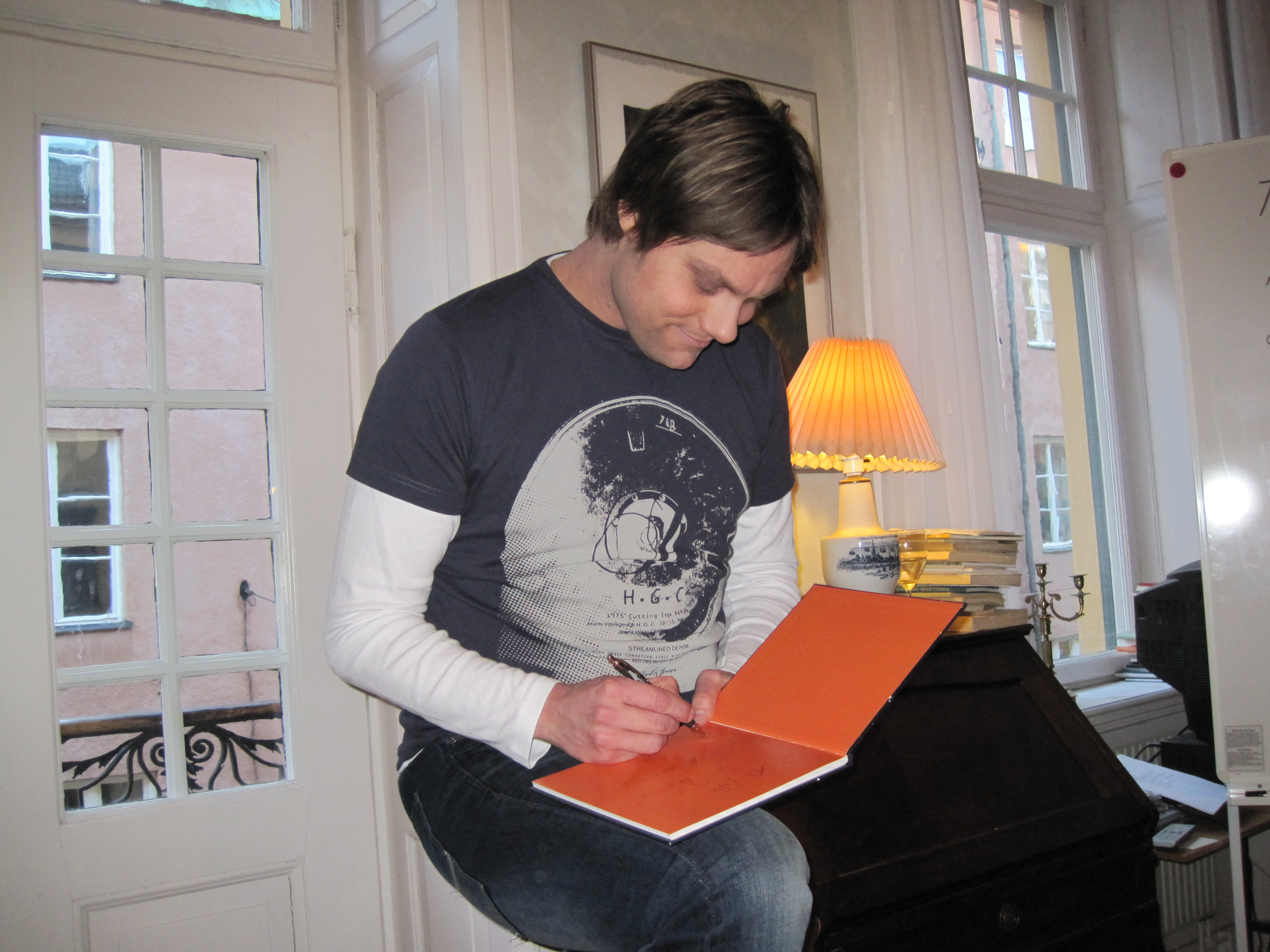
Peter Ekberg

## Leben
Peter Ekberg studierte Philosophie an der Universität Göteborg. Seine Magister-Arbeit hatte das Thema „Modelle des menschlichen Denkens“.   Neben seinem Philosophiestudium belegte er Kurse in Astronomie, Physik, Evolutionsbiologie, Neurowissenschaften, Wissenschaftsgeschichte und Humanökologie an der gleichen Universität.  Nach dem Studium arbeitet er als Philosophielehrer an einer Senior High School im Zentrum von Göteborg.  Ekbergs Interessenfelder sind klassische philosophische Probleme, wie Logik und formalen Methoden, Philosophie des Geistes, Sprachphilosophie,  Erkenntnistheorie, analytische (modernen) Philosophie, Künstliche Intelligenz, Repräsentation und Erinnerung in neuronalen Netzen. 2007 wurde Ekberg zum Graduierten-Studium der Philosophie angenommen und die geplante Dissertation beschäftigt sich mit der Phantasie (Vorstellungsbildern und „Dynamic Imagery“). Peter Ekberg  veröffentlicht seit 2003  Artikel in Fachzeitschriften.

## Werk
Sein Buch, „Tänk Själv! - En inspirationsbok för unga filosofer“ wurde  2009 bei  Bonnier Carlsen Publishing gedruckt, mit Bildern vom schwedischen Illustrator und Autor Sven Nordqvist. Das Buch ist in  mehreren Ländern im Jahr 2010 erschienen. Die deutsche Version vom Oetinger Verlag hat den Titel „Kann ich wissen, was ich weiß?“, Die dänische Version stammt vom ABC-Verlag  („Tænk Selv!“) und die koreanische Version wird vom Gimm-Young-Verlag produziert.

## Auszeichnungen
Ekberg wurde 2010 für den „Slangbellan“  nominiert, eine Auszeichnung der Sektion  „Kinder- und Jugendbücher“ des Schriftstellerverbandes für das beste Debütbuch in der Kategorie „Kinder und  Jugend“.